# Hebecladus
Genre
Hebecladus est un genre de plantes de la famille des Solanaceae.